# Gruppo Sportivo Carbosarda 1957-1958
Questa voce raccoglie le informazioni riguardanti il Gruppo Sportivo Carbosarda nelle competizioni ufficiali della stagione 1957-1958.

## Rosa
| N. |                   | Ruolo | Calciatore        |
| -- | ----------------- | ----- | ----------------- |
|    | Italia (bandiera) | A     | Erminio Bercarich |
|    | Italia (bandiera) | A     | Romano Bertoni    |
|    | Italia (bandiera) | C     | Ivo Braccini      |
|    | Italia (bandiera) | C     | Emilio Busetto    |
|    | Italia (bandiera) | P     | Icilio Cavallini  |
|    | Italia (bandiera) | C     | Cavigni           |
|    | Italia (bandiera) | D     | Mario Conti       |
|    | Italia (bandiera) | P     | Gian Carlo Fumi   |
|    | Italia (bandiera) | A     | Paolo Marras      |
|    | Italia (bandiera) | C     | Bruno Molinari    |

| N. |                   | Ruolo | Calciatore       |
| -- | ----------------- | ----- | ---------------- |
|    | Italia (bandiera) | A     | Vittorio Pin     |
|    | Italia (bandiera) | C     | Odoardo Pizzi    |
|    | Italia (bandiera) | C     | Salvatore Podda  |
|    | Italia (bandiera) | C     | Giulio Ravot     |
|    | Italia (bandiera) | A     | Giovanni Savigni |
|    | Italia (bandiera) | A     | Paolo Santoru    |
|    | Italia (bandiera) | A     | Luciano Serena   |
|    | Italia (bandiera) | A     | Giordano Turotti |
|    | Italia (bandiera) | D     | Carlo Zoboli     |